# Новый Орлеан без цензуры
«Новый Орлеан без цензуры» (англ. New Orleans Uncensored) — фильм нуар режиссёра Уильяма Касла, который вышел на экраны в 1955 году.
Фильм рассказывает о бывшем морском офицере Дэне Корбетте (Артур Франц), который пребывает в Новый Орлеан с намерением купить небольшой грузовой корабль для организации собственного бизнеса. В городском порту он сталкивается с системой рэкета, которым заправляет Зиро Сэксон (Майкл Ансара). После того, как от рук мафии гибнет его друг, Дэн вместе с властями решает очистить городской порт от организованной преступности.
Критики невысоко оценили этот фильм, отметив лишь, что он снят в популярном в то время разоблачительном жанре и в полудокументальном стиле, а также богат натурными съёмками на улицах и в порту Нового Орлеана.

## Сюжет
Торговый порт Нового Орлеана является вторым в США по объёму перемещаемых грузов после порта Нью-Йорка. Каждое утро в порту происходит набор докеров на работу. Между различными докерскими организациями возникают конфликты относительно заказов на обслуживание судов. Однажды, в тот момент, когда в порту появляется бывший морской офицер Дэн Корбетт (Артур Франц), в порту начинается массовая драка между двумя группами докеров из-за того, что компания Зиро Сексона (Майкл Ансара) перебила очередной заказ на обслуживание судна у своих конкурентов. Разбором инцидента занимается Администрация порта, которая хотя и имеет претензии к работе компании Сэксона, однако не может выдвинуть против него конкретных обвинений. Тем временем Дэн направляется на свалку судостроительного завода, где договаривается о покупке списанного корабля, рассчитывая открыть на Западном побережье собственную компанию по торговым перевозкам. Выбранное им судно требует значительных средств для ремонта, и потому Дэн решает устроиться на работу в порт, чтобы заработать денег. Начальник свалки рекомендует Дэну отправиться на воскресный пикник для докеров, где в неформальной обстановке он сможет познакомиться с нужными людьми.
На пикнике Дэн знакомится с привлекательной блондинкой Алмой Мэй (Хелен Стэнтон), которая пришла вместе с представителем профсоюза докеров Джеком Петти (Майк Грэнгер). Когда вечером пьяный здоровяк пытается приставать к Алме, Джо встаёт на её защиту, и несколькими ударами посылает того в нокаут. Алму приятно поражает поступок Дэна, тем более что пристававшим был чемпион профсоюза докеров по боксу. На это Дэн замечает, что был чемпионом Военно-морского флота в своей весовой категории. Позднее в кафе на просьбу Дэна помочь с работой Алма рекомендует ему обратиться к Джо Рейлли (Уильям Хенри), который работает у Сэксона руководителем работ в доке. На следующее утро в порту во время раздачи подрядов на работу Дэн находит Джо, которому уже позвонил Джек, рассказавший о том, что Дэн — хороший боксёр. Джо объясняет Дэну, что Сэксон получает больше всех контрактов, поскольку в нарушение установленных норм занижает стоимость работ. Тем не менее, рабочие идут к нему работать даже за меньшие деньги, так как знают, что у Сэксона всегда есть работа, и в конечном итоге это оправдывает себя. Вечером Джо знакомит Дэна со своей женой Мари (Беверли Гарланд), которая пришла вместе с братом, Скрэппи Дюрантом (Стейси Харрис), успешным боксёром, который довольно неожиданно завершил карьеру. Скрэппи предлагает Дэну возобновить занятия боксом и приглашает потренироваться в профсоюзном зале, где он теперь работает тренером. Вскоре двое людей Сэксона — Дьюс (Фрэнк Рэй Перилли) и Большой Майк (Майк Мазурки) — уводят Джо на совещание к боссу, что не нравится Мари. Тем не менее, она вместе с Дэном и Скрэппи весело проводит время в ночном Новом Орлеане, и уже под утро Дэн провожает её домой. Дэн замечает, что Мари с мужем живёт довольно богато для его положения. Она отвечает, что её это не радует, после чего просит Дэна быть осторожным, так как видит, что он порядочный человек.
После нескольких дней работы в доке Дэн замечает, что двое рабочих перевозят груз вопреки оформленным документам. Когда Дэн пытается с ними разобраться, начинается драка, которую останавливает подошедший Джо. Он просит Дэна не вмешиваться не в свои дела, говоря, что это его зона ответственности. Вечером Дэн снова встречается с Алмой, которая явно ему симпатизирует, но избегает сближения. На его прямой вопрос, есть ли у неё кто-то, она даёт уклончивый ответ. Дэн начинает заниматься в спортивном зале, где разговаривает со Скрэппи о Джо. Когда Дэн замечает, как хорошо живёт его семья, Скрэппи даёт понять, что у них всё не так хорошо, как было раньше. В своём офисе Сэксон между деловыми встречами общается с Алмой, которая оказывается его подружкой. Неожиданно к Сэксону приходит Джо, который заявляет, что хочет уволиться и открыть свою компанию, которая выполняла бы небольшие заказы, которые не интересны Сэксону. Сэксон даёт Джо добро и отпускает его, после чего передаёт Дьюсу и Большому Майку пистолет, поручая догнать и убить Джо. Как полагает Сэксон, Джо слишком много знает, и если он заговорит, это разрушит весь его бизнес. Бандиты преследуют Джо на улицах города, в итоге загоняя в тупик, где хладнокровно убивают. Тем временем Дэн и Мари разговаривают о Джо, ожидая его возвращения с работы на ужин. Мари рассказывает, что они были счастливы с Джо, когда он был простым портовым грузчиком, но когда он стал делать карьеру, он изменился, и что-то в их отношениях разладилось. Она сообщает Дэну, что сегодня у Джо должен состояться серьёзный разговор с Сэксоном, и она опасается за его исход. Вскоре тело застреленного Джо обнаруживают в Миссисипи, однако никто из докеров не решается давать показания. После этого глава городского департамента полиции встречается с президентом профсоюза докеров, высказывая подозрение, что к убийству может быть причастна портовая мафия, которой ранее в Новом Орлеане не существовало. Дэн пытается утешать Мари, которая говорит, что потеряла Джо после того, как он начал работать на Сэксона.
Вскоре в доке появляется страховой агент с проверкой в связи с тем, что пропал ценный груз, который направлялся в Европу. Обнаружив поддельную подпись в документах, агент делает вывод, что груз похитили. Он требует вскрытия партии товара, чтобы провести проверку в доке, однако сотрудники дока не позволяют ему сделать это. Пользуясь своими полномочиями, агент конфискует партию товара, оформленную по подложным документам, собираясь вернуться вместе с полицией. Узнав о случившемся, Сэксон поручает своим людям любой ценой избавиться от груза. Прямо во время работы один из докеров обливает груз бензином и поджигает. Заметив горящий товар, пламя от которого может перекинуться на близлежащие грузы и перерасти в крупный пожар, Дэн садится за руль автопогрузчика и сбрасывает горящие коробки в воду. После этих случаев Эл Читтенден, президент Ассоциации докеров, отчитывает Джека Петти за пожар на его участке, угрожая ему увольнением. Джек, который работает на Сэксона, рассказывает боссу о возникшей проблеме. Сэксон принимает решение провести торжественное собрание для докеров, на котором чествовать Дэна как героя, и тем самым успокоить Читтендена. У себя дома Алма угощает Дэна и целуется с ним, давая понять, что гуляет сама по себе, после чего они вместе отправляются на мероприятие. На обеде Читтенден выступает с речью, восхваляющей Дэна, а глава пожарной службы города вручает ему памятную грамоту. После этого поднимается Сэксон, который повышает Дэна, назначая его на должность, которую занимал Джо. Пришедшие на собрание Мари и Скрэппи рассчитывали, что кто-либо отдаст дань памяти убитому Джо, однако о нём даже не вспоминают. Когда Дэн подходит к Мари, она желает ему не закончить так же, как Джо, после чего Скрэппи рассказывает Дэну, что Сэксон использует свою докерскую компанию для прикрытия контрабандных операций, а Алма находит для него нужный товар. Вскоре в своём офисе Сэксон подтверждает Дэну, что тот будет выполнять работу Джо, предлагая очень высокую зарплату. Дэн интересуется, не придётся ли ему нарушать нормы, установленные профсоюзом, однако Сэксон оставляет его вопрос без ответа. Подозревая, что Скрэппи наговорит Дэну слишком много, однако опасаясь пойти на ещё одно убийство, Сэксон поручает Дьюсу и Большому Майку подстроить конфликт между Скрэппи и Дэном. В спортивном зале Дьюс нашёптывает Скрэппи, что Дэн заложил его Сэксону. Разгневанный Скрэппи выскакивает на ринг, где тренируется Дэн, пытаясь избить его. Недоумевающий Дэн сначала уворачивается от ударов, после чего легко бьёт Скрэппи, в результате чего тот замертво падает на ринг. В разговоре с Мари Дэн винит себя за убийство Скрэппи, однако она заявляет, что он ни в чём не виноват. Мари уверена, что всё подстроил Сэксон, который в своё время был боксёрским менеджером Скрэппи, и он был единственным человеком помимо неё и Джо, который знал о том, что у Скрэппи были проблемы с сердцем, вынудившие его преждевременно закончить карьеру. Присутствие в тот момент в зале Дьюса и Большого Майка подтверждает подозрения Мари.
Решая уничтожить преступную деятельность Сэксона, которая привела к двум убийствам, Дэн встречается с начальником полиции города и Читтенденом, раскрывая им схему незаконных операций Сэксона на основании собственных наблюдений и информации, полученной от Скрэппи. Чтобы добыть необходимые доказательства, разоблачающие банду Сэксона, Дэн берётся установить радиопередатчики на грузах, которые Сэксон ворует, переправляя на свои склады в городе. С помощью радиопередатчиков полиция вскоре устанавливает, на каких складах Сэксон прячет украденный груз. Однако вскоре один из рабочих при погрузке очередной партии товара случайно обнаруживает передатчик, о чём немедленно сообщают Сэксону. Поняв, что делом занялась полиция, Сэксон поручает немедленно уничтожить всю компрометирующую его документацию. Однако полиция, успевает заблокировать район доков, организовав там с помощью профсоюза докеров ложный пикет. Когда Большой Майк, не в может прорваться через кордон пикетирующих, он звонит человеку Сэксона в доке. Полиция перехватывает этот разговор, выясняя, где хранятся документы. Сэксон догадывается, что передатчики устанавливал Дэн. Он приказывает доставить Дэна в свой офис, где его жестоко избивают. Оставив Дэна под наблюдением Большого Майка и Алмы, Сэксон отправляется в порт, чтобы нейтрализовать пикет и вывезти документы. Когда Алма приводит Дэна в чувства, он уговаривает её помочь ему сбежать, а также рассказать полиции всё, что ей известно о деятельности Сэксона, обещая взамен освободить её от полицейского преследования. Она развязывает Дэна, после чего плескает водой в лицо Майку, что даёт возможность Дэну наброситься на него и силой его нейтрализовать. Дэн прибегает в порт, где началась драка между пикетчиками и нанятыми Сэксоном штрейкбрехерами. Воспользовавшись потасовкой, Дэн прорывается на склад, где замечает Сэксона, который открывает огонь, раня Дэна в руку. Начинается перестрелка, в ходе которой Дэн тяжело ранит Сэксона. В этот момент появляется полиция, которая арестовывает гангстера. Некоторое время спустя Дэн и Мари отдыхают на борту его, ещё не отремонтированного корабля, где слышат новости о том, что Сэксон ранил Дэна из того же оружия, из которого был убит Джо, что позволяет выдвинуть против него обвинения в убийстве. Дэн и Мари обнимаются, и он продолжает мечтать о собственной транспортной компании.

## В ролях
- Артур Франц — Дэн Корбетт
- Беверли Гарланд — Мери Рейлли
- Хелен Стэнтон — Алма Мэй
- Майкл Ансара — Флойд «Зиро» Сэксон
- Стейси Харрис — Скрэппи Дюрант
- Уильям Хенри — Джо Рейлли
- Майкл Грэнгер — Джек Петти
- Майк Мазурки — Большой Майк
- Фрэнк Рэй Перилли — Дьюс
- Эл Читтенден — Эл Читтенден
- Билл Вудсон — рассказчик за кадром (озвучивание; в титрах не указан)

## Создатели фильма и исполнители главных ролей
Как отметил историк кино Хэл Эриксон, режиссёром фильма является «будущий мастер хоррора Уильям Касл», который ранее снял ещё один разоблачительный фильм «Хьюстонская история» (1951), а позднее прославился такими фильмами ужасов, как «Дом ночных призраков» (1959), «13 призраков» (1960), «Убийственный» (1961) и «Мистер Сардоникус» (1961).
Исполнитель главной роли Артур Франц за свою карьеру сыграл в 50 фильмах, среди них главные и заметные роли в фильмах нуар «Снайпер» (1952), «За пределами разумного сомнения» (1956) и «Дикая вечеринка» (1956), в научно-фантастическом фильме «Захватчики с Марса» (1953) и военно-морской драме «Бунт на „Кейне“» (1954).
Актриса Беверли Гарленд известна по фильмам нуар «Мёртв по прибытии» (1949), «Внезапная опасность» (1955) и «Секреты Чикаго» (1957), фантастическому фильму «Оно захватило мир» (1957) и триллеру «Красивый яд» (1968). Позднее Гарленд перешла на телевидение, где имела постоянные роли в сериалах «Приманка» (1957—1958), «Шоу Бинга Кросби» (1963—1965), «Мои три сына» (1969—1972) и «Пугало и миссис Кинг» (1983—1987).

## История создания фильма
Рабочее название фильма — «Волнения на пирсе 6» (англ.  Riot on Pier 6).
Фильм снимался на натуре в Новом Орлеане.
В начале фильма даётся следующий письменный пролог: «Мы хотим выразить нашу благодарность администрации города Новый Орлеан и членам профсоюза докеров за их участие и сотрудничество в создании этого фильма».

## Оценка фильма критикой
Как отметил современный историк кино Хэл Эриксон, этот фильм студии Columbia был сделан «в полудокументальном стиле по горячим следам разоблачительного фильма Warner Bros. „Секреты Нью-Йорка“ (1955)». Кинокритик Леонард Молтин оценил картину как «слабый разоблачительный фильм о разгроме рэкета в Луизиане, в котором грамотный актёрский состав пытается преодолеть недостатки сценария».